# Bernhard Lippsko-Biesterfeldský
Princ Bernhard Lippsko-Biesterfeldský (později princ Bernhard Nizozemský; 29. června 1911, Jena – 1. prosince 2004, Utrecht) byl nizozemský princ od 6. září 1948 do 30. dubna 1980 jako manžel královny Juliány. Měli spolu čtyři dcery, včetně Beatrix, která byla v letech 1980 až 2013 nizozemskou královnou.
Patřil do německého knížecího rodu Lippsko-Biesterfeldských a byl synovcem posledního knížete Lippského knížectví, Leopolda IV. Od narození držel titul hraběte z Biesterfeldu; jeho strýc ho v roce 1916 povýšil na knížete s oslovením Jeho Jasnost. Vystudoval právo a pracoval jako výkonný sekretář v pařížské kanceláři IG Farben. V roce 1937 se oženil s princeznou Juliánou Nizozemskou a okamžitě získal titul nizozemského prince s oslovením Královská Výsost. Po nástupu své manželky na trůn v roce 1948 se stal princem manželem.
Byl jedním z prvních členů nacistické strany (NSDAP) a sloužil jako důstojník v Schutzstaffel. Po invazi do Nizozemska začal podporovat Spojence. Až do své smrti popíral, že by byl členem NSDAP nebo že by měl členskou kartu NSDAP. Byl respektován pro své výkony jako bojový pilot a svou činnost jako styčného důstojníka a osobního poradce své tchyně královny Vilemíny během konfliktu a pro svou práci během poválečné rekonstrukce. Během války byl součástí Spojenecké rady pro válečné plánování se sídlem v Londýně a jako čestný velitel křídla v Royal Air Force (RAF) měl omezenou aktivní bojovou službu, létal ve stíhačkách i bombardérech. Byl také čestným generálem nizozemské armády a byl pozorovatelem při vyjednávání podmínek kapitulace nacistických sil v Nizozemsku. Oficiálně byl za prokázanou statečnost, vedení a loajalitu během války jmenován velitelem Vilémova vojenského řádu, nejstaršího a nejvyššího nizozemského vyznamenání. Po válce byl královnou Alžbětou II. jmenován čestným leteckým maršálem RAF. V roce 1969 mu byl udělen velkokříž (zvláštní třída) Záslužného řádu Spolkové republiky Německo. V roce 1976 se zapletl do skandálu za to, že za peníze tajně propagoval prodej letadel Lockheedu a Northropu, a byl degradován ze všech svých vojenských funkcí s doživotním zákazem nošení jakékoli vojenské uniformy.
Bernhard pomohl založit Světový fond divočiny (WWF, později přejmenovaný na Světový fond na ochranu přírody) a v roce 1961 se stal jeho prvním prezidentem. V roce 1970 spolu s princem Philipem, vévodou z Edinburghu a dalšími spolupracovníky založil finanční nadaci WWF „The 1001: A Nature Trust“. V roce 1954 byl spoluzakladatelem mezinárodní skupiny Bilderberg, která se od té doby schází každoročně, aby diskutovala o korporátní globalizaci a dalších otázkách týkajících se Evropy a Severní Ameriky. Po zapojení do skandálu s úplatkářstvím v roce 1976 byl nucen odstoupit z obou skupin.

## Děti
Z manželství Juliánou vzešly čtyři dcery:
- Beatrix, nizozemská královna (* 31. ledna 1938)
- Irene, nizozemská princezna (* 5. srpna 1939)
- Margriet, nizozemská princezna (* 19. ledna 1943)
- Christina, nizozemská princezna (* 18. února 1947)